# Coleophora galactaula
Coleophora galactaula é uma espécie de mariposa do gênero Coleophora pertencente à família Coleophoridae.